# Marie Höfnerová-Žlábková
Marie Höfnerová-Žlábková (17. února 1883 Zdíkov – 1963 České Budějovice) byla česká pedagožka, spisovatelka a sociální pracovnice.

## Životopis
Narodila se v roce 1883 ve Zdíkově. Její rodiče byli Jan Žlábek (1854), řídící učitel ve Zdíkově a Marie Žlábková-Lešetická z Netolic. Měla pět sourozenců – Karolina Terezie Rýznerová (* 3. 10. 1885), Jan František (* 13. 2. 1887), František (* 1. 1. 1891), Anna Žofie Kollerová (* 14. 5. 1892), Ludmila Vesecká (* 25. 5. 1895).
Měšťanskou školu absolvovala v Českých Budějovicích, maturitní zkoušku složila na Státním ústavu učitelek v Praze. Po studiích se věnovala pedagogické praxi. Během praxe se vypracovala na ředitelku střední školy (Humpolec, Hlinsko). Vdala se za Emanuela Höfnera – občanský sňatek r. 1937, církevní sňatek r. 1939. Její manžel zemřel 23. února 1947.
Byla redaktorkou učitelského tisku. Jako spisovatelka se věnovala dramatu a literatuře pro mládež. Pohádce „Do říše divů“ byla udělena z nadace architekta J. Novotného cena pro vědy a umění. Velkou část života věnovala osvětě a emancipačním snahám v oblasti sexuální výchovy

## Dílo

### Hudebniny
- Nad hrobem: píseň v lidovém tónu – zhudebnil Gustav Roob; napsala pro Církev československou. Praha: nákladem Tiskového družstva Církve československé, 1921
- Sokolská písnička – Karel Pospíšil. Praha: Československá obec sokolská, 1930?
- Šel světem tich: pro sólo, sbor a varhany – složil Alois Tregler. Praha: Ústřední rada Církve československé, 1937; 1949

### Drama
- Do říše divů: pohádková výpravná hra pro děti o 3 dějstvích s předehrou a dohrou – hudbu složil Gustav Roob. Pelhřimov: nákladem a tiskem E. Šprongla, 1920
- Matka: hra o jednom dějství k uctění památky padlých vojínů, jmenovitě k oslavám dušičkovým – České Budějovice: nákladem vlastním, 1925
- Matka: jednoaktovka: hra k uctění památky padlých vojínů, k svátku matek a dušiček; K němu: vánoční legenda: jednoaktovka – melodramatická hudba Antonín Ptáček. Praha: Maria Höfnerová-Žlábková, 1938

### Próza
- Z čarovného kornoutku: pohádky a vyprávěnky našim dětem – 3 barevné obrázky a 14 černých obrázků nakreslila A. Kredbová. České Budějovice: J. Svátek, Jihočeské lidové knihkupectví, 1919
- Duše české ženy – České Budějovice: nákladem vlastním, 1921; 1924
- Rozžatá i zhaslá světla – dospívajícím dívkám. České Budějovice: Karel Ausobský, 1921
- O myších vouskách: japonská pohádka – ilustroval K. Čihák, České Budějovice: Grafický ústav Pejša a spol., 1923
- Rozsypané hvězdičky: pohádky a vyprávěnky – ilustroval K. Čihák. České Budějovice: F. Böhm, 1923
- Kašpárkova dobrodružství – ilustroval Václav Čutta. Praha: Tiskové a nakladatelské družstvo Církve československé, 1924
- O zlatém kruhu: jihočeská pohádka – ilustroval Julius Bous. České Budějovice: nákladem vlastním, 1925
- O zlatém kruhu a jiné pohádky a povídky – Brno: Dědictví Havlíčkovo, 1929